# 笑傲六十年：有话说李敖
《笑傲六十年：有话说李敖》是凤凰卫视中文台播出关于著名文化人李敖的纪录片，讲述了李敖从出生到定居台湾、從事政治批判直到出任立法委員的生平故事。

## 剧情
全剧分5集，分别是：
- 第一集：惨绿少年，初抵台湾
- 第二集：狂妄青年，崭露头角
- 第三集：文星之火，火首燎原
- 第四集：隐居谈情，东山再起
- 第五集：以笔载史，叱吒风云

## 制作
- 采访：蔡婉颖、苏静芬、许真佩、陈冠华
- 校稿：蔡婉颖、杜晓惠
- 片头：刘伟长